# 红山核武器试爆指挥中心旧址
红山核武器试爆指挥中心旧址位于新疆维吾尔自治区巴音郭楞蒙古自治州和硕县乃仁克尔乡。原为中国人民解放军国防21基地。此处基地是中国“两弹”试验基地司令部和研究所所在地之一。2007年6月4日，公布为第六批新疆维吾尔自治区文物保护单位。2013年，中国国务院公布为第七批全国重点文物保护单位（近现代重要史迹及代表性建筑）。